# ماثيو برادي
ماثيو بي. برادي (بالإنجليزية:Mathew B. Brady) (ولد في 18 مايو 1822 - توفي في 15 يناير 1896) كان واحدا من المصورين والصحفيين الأمريكيين الأوائل اشتهر بتصويره لمشاهد له في الحرب الأهلية الأمريكية.

## روابط خارجية
- ماثيو برادي على موقع الموسوعة البريطانية (الإنجليزية)
- ماثيو برادي على موقع الموسوعة البريطانية (الإنجليزية)
- ماثيو برادي على موقع إن إن دي بي (الإنجليزية)
- ماثيو برادي على موقع المكتبة المفتوحة (الإنجليزية)